# Rucksackbomber
Rucksackbomber ist ein Begriff, der in der Berichterstattung der BBC über die Terroranschläge am 7. Juli 2005 in London geprägt wurde, und bezeichnet Terroristen, die Sprengsätze in einem Rucksack, Koffer, Rollkoffer oder anderem Gepäckstück an den Tatort transportieren.
In Anlehnung daran wurden die Täter der versuchten Bombenanschläge auf zwei Züge in Nordrhein-Westfalen am 31. Juli 2006 in den deutschen Medien als Kofferbomber bekannt.
Rucksackbomber führen ihre Anschläge als Selbstmordattentäter aus oder zünden die abgelegte Sprengvorrichtung mit Hilfe eines Zeitzünders oder ferngesteuert, zum Beispiel über Mobilfunk. Ziele sind vor allem sogenannte „weiche Ziele“, also der Personenverkehr (Bus, U-Bahn, Eisenbahn) und öffentliche Plätze, oder auch Hotelfoyers und Restaurants.
Weil viele Reisende Gepäck transportieren, sind die Sprengsätze als unauffällige Gepäckstücke tarnbar. Zugleich werden in einem vollen Bus oder Zug viele Menschen bei einer Explosion getötet oder verletzt.
Rucksackbomber-Attentats-Beispiele:
- Terroranschläge am 11. März 2004 in Madrid (191 Tote, 2.051 Verletzte)
- Terroranschläge am 7. Juli 2005 in London (56 Tote, über 700 Verletzte)
- Versuchte Terroranschläge am 21. Juli 2005 in London[4]
- Terroranschläge am 11. Juli 2006 in Mumbai (207 Tote, 714 Verletzte)
- Versuchte Terroranschläge am 31. Juli 2006 in Deutschland
- Anschlag auf den Boston-Marathon am 15. April 2013 (3 Tote, 264 Verletzte)
- Anschlag in Ansbach am 24. Juli 2016 (1 Toter, 12 Verletzte)[5]

In den 1980er und 1990er Jahren verwendete man den Begriff „Rucksackbombe“ für Atombomben mit relativ kleiner Sprengkraft.

## Film und Filmzitate
- 1952 greift der englische Film Die Bombe im U-Bahnschacht dem Terminus um Jahrzehnte vor. Der Film handelt von einem imaginären Anschlag der IRA auf die Londoner U-Bahn im Jahre 1941. Der Anschlag im Film wurde mit einer Zeitbombe in einem Koffer ausgeführt.